# Arco de los Kerguelen

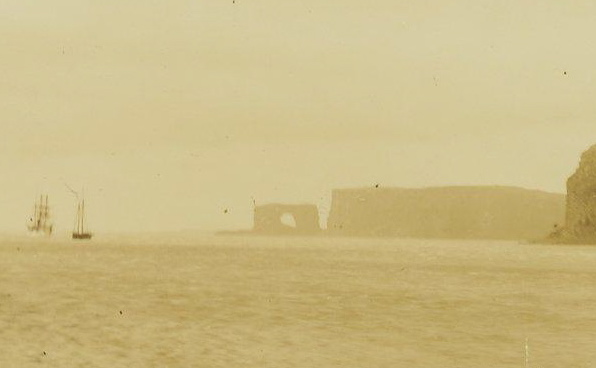
Puerto-Christmas (Islas Kerguelen) 2 de enero de 1893. La corbeta de transporte francesa Eure mandada por el comandante Lieutard y la goleta estadounidense Francis Allyn de John Fuller están presentes en la bahía del Pájaro en la renovación de la toma de posesión formal de las islas por parte de Francia. El arco de Kerguelen es visible en la parte inferior de la bahía.

El arco de los Kerguelen es un antiguo arco natural actualmente hundido — entre 1908 y 1913 — de las Tierras Australes y Antárticas Francesas. Estaba ubicado en el litoral de la punta sur de la bahía del Pájaro que resguarda Puerto-Christmas al norte de la península Loranchet en Gran Tierra, la isla principal del archipiélago de los Kerguelen. Estructura natural entre las más conocidas del distrito, sus dos pilares que aún subsisten figuran en numerosos sellos postales paisajísticos de las TAAF.

## Utilizaciones literarias
Jean-Paul Kauffmann hizo de la búsqueda del arco de los Kerguelen — y de Puerto-Christmas — el tema de su primer libro después de tres años de detención como rehén en Líbano.
El cómic de Christophe Bec y Stefano Raffaele, Prometeo en su tomo 6 titulado El Arco (junio de 2012), pone en escena en el futuro un arco de los Kerguelen milagrosamente encontrado intacto en 2019 o sea más de un siglo después de su derrumbamiento.